# Огбу, Эдвин Огебе
Эдвин Огебе Огбу (англ. Edwin Ogebe Ogbu; 28 декабря 1926, Колониальная Нигерия — 1997) — нигерийский дипломат и государственный деятель, и.о. министра иностранных дел Нигерии (1966).

## Биография
Родился в семье Верховного вождя Утонкона Огобе Янга. В 1951 г. окончил Bethune Cookman College во Флориде (США) с присуждением степени в области социологии и антропологии, в 1955 г. — Стэнфордский университет с присуждением степени магистра образования.
По возвращении на родину в 1956 г. был назначен помощником министра финансов Северной Нигерии.
- 1958—1960 гг. — заместитель Верховного комиссара Нигерии в Великобритании по работе со студентами,
- 1960—1962 гг. — секретарь Комиссии по федеральной гражданской службе,
- 1962—1963 гг. — министр работ и изысканий, принимал активное участие на стадии планирования в строительстве моста через реку Нигер в Ониче и плотины Каинджи,
- 1963—1966 гг. — министр финансов, на этом посту занимался реализацией Первого Национального плана развития (1962),
- 1966 г. — и. о. министра иностранных дел военного правительства Нигерии, затем — первый заместитель министра иностранных дел,
- 1968—1975 гг. — постоянный представитель Нигерии при ООН. В 1973 г. являлся председателем комитета ООН против апартеида. Он также возглавлял комитет по Намибии и Комитет по глобальным операциям по поддержанию мира. Приобрел международную известность в 1974 г., когда успешно оспорил полномочия делегации ЮАР, пытавшейся получить признание со стороны ООН правительства апартеида,
- 1970—1974 гг. — Верховный комиссар в Ямайке, в Барбадосе и в Тринидаде и Тобаго (по совместительству).

С 1975 г. в отставке.
Почетный доктор права Bethune Cookman College (1974), Университета Лагоса (1986), Университета Джоса (1986), доктор филологических наук государственного университета Бенуэ (1992).
После создания штата Бенуэ (1976) являлся председателем Совета управляющих колледжа искусств, науки и техники им. Мурталы; также являлся первым председателем Совета и вице-канцлером университета Майдугури, в 1992 г. был назначен первым председателем Совета управляющих и вице-канцлером государственного университета Бенуэ.
В январе 1996 г. был провозглашен в качестве вождя Och’Idoma III-го.